# Saint-Esteben
Saint-Esteben település Franciaországban, Pyrénées-Atlantiques megyében. Lakosainak száma 443 fő (2022. január 1.). Saint-Esteben Armendarits, Ayherre, Hélette, Isturits és Saint-Martin-d’Arberoue községekkel határos.

## Népesség
A település népessége az elmúlt években az alábbi módon változott:
| Lakosok száma | 475  | 436  | 422  | 411  | 409  | 411  | 421  | 432  | 443  |
|               | 2013 | 2015 | 2016 | 2017 | 2018 | 2019 | 2020 | 2021 | 2022 |